# Liste der Bodendenkmale in Friedrichswalde
Die Liste der Bodendenkmale in Friedrichswalde enthält alle Bodendenkmale der brandenburgischen Gemeinde Friedrichswalde und ihrer Ortsteile auf der Grundlage der Landesdenkmalliste vom 31. Dezember 2021.
Die Baudenkmale sind in der Liste der Baudenkmale in Friedrichswalde aufgeführt.
| Gemarkung                            | Flur  | Kurzansprache                                                             | Bodendenkmalnummer | Bemerkung | Bild |
| ------------------------------------ | ----- | ------------------------------------------------------------------------- | ------------------ | --------- | ---- |
| Friedrichswalde (Lage)               | 2     | Siedlung Eisenzeit                                                        | 40181              |           |      |
| Friedrichswalde (Lage)               | 3     | Rast- und Werkplatz Mesolithikum, Siedlung Bronzezeit                     | 40183              |           |      |
| Friedrichswalde (Lage)               | 3     | Rast- und Werkplatz Mesolithikum, Siedlung Bronzezeit                     | 40184              |           |      |
| Friedrichswalde (Lage)               | 4     | Rast- und Werkplatz Mesolithikum                                          | 40185              |           |      |
| Friedrichswalde (Lage)               | 3, 5  | Rast- und Werkplatz Mesolithikum                                          | 40187              |           |      |
| Friedrichswalde (Lage)               | 4     | Rast- und Werkplatz Mesolithikum, Gräberfeld Bronzezeit                   | 40189              |           |      |
| Friedrichswalde (Lage)               | 3     | Siedlung Steinzeit                                                        | 40190              |           |      |
| Friedrichswalde (Lage)               | 3     | Rast- und Werkplatz Mesolithikum                                          | 40193              |           |      |
| Friedrichswalde (Lage)               | 4     | Dorfkern Neuzeit                                                          | 40485              |           |      |
| Friedrichswalde, Joachimsthal (Lage) | 4, 33 | Rast- und Werkplatz Mesolithikum                                          | 40182              |           |      |
| Friedrichswalde, Joachimsthal (Lage) | 4, 33 | Siedlung Steinzeit                                                        | 40186              |           |      |
| Friedrichswalde, Joachimsthal (Lage) | 4, 33 | Rast- und Werkplatz Mesolithikum                                          | 40188              |           |      |
| Friedrichswalde, Parlow (Lage)       | 3, 2  | Siedlung Steinzeit, Siedlung Bronzezeit                                   | 40191              |           |      |
| Friedrichswalde, Parlow (Lage)       | 3, 2  | Rast- und Werkplatz Mesolithikum                                          | 40192              |           |      |
| Friedrichswalde, Parlow (Lage)       | 3, 2  | Siedlung Steinzeit, Siedlung Urgeschichte                                 | 40776              |           |      |
| Glambeck (Lage)                      | 3     | Hügelgräberfeld Bronzezeit                                                | 40194              |           |      |
| Glambeck (Lage)                      | 3     | Wüstung deutsches Mittelalter                                             | 40195              |           |      |
| Glambeck (Lage)                      | 4     | Siedlung Bronzezeit, Siedlung Eisenzeit, Einzelfund deutsches Mittelalter | 40196              |           |      |
| Glambeck (Lage)                      | 1     | Siedlung Urgeschichte, Dorfkern deutsches Mittelalter, Dorfkern Neuzeit   | 40197              |           |      |
| Glambeck (Lage)                      | 4     | Gräberfeld Eisenzeit                                                      | 40382              |           |      |
| Glambeck (Lage)                      | 5     | Gräberfeld Bronzezeit                                                     | 40384              |           |      |
| Glambeck (Lage)                      | 4     | Grab Urgeschichte                                                         | 40386              |           |      |
| Glambeck, Parlow (Lage)              | 4, 2  | Rast- und Werkplatz Mesolithikum, Gräberfeld Eisenzeit                    | 40385              |           |      |
| Parlow (Lage)                        | 2     | Siedlung Neolithikum, Siedlung slawisches Mittelalter                     | 40378              |           |      |
| Parlow (Lage)                        | 1     | Wüstung Neuzeit, Friedhof Neuzeit                                         | 40379              |           |      |
| Parlow (Lage)                        | 1     | Siedlung Urgeschichte                                                     | 40380              |           |      |
| Parlow (Lage)                        | 1     | Produktionsstätte Neuzeit, Siedlung Neuzeit                               | 40381              |           |      |